# Novozelene, Novohrad-Volînskîi
Novozelene (în ucraineană Новозелене) este un sat în comuna Tupalți din raionul Novohrad-Volînskîi, regiunea Jîtomîr, Ucraina.

## Demografie
Componența lingvistică a localității Novozelene
     Ucraineană (97,5%)
     Rusă (2,5%)
Conform recensământului din 2001, majoritatea populației localității Novozelene era vorbitoare de ucraineană (97,5%), existând în minoritate și vorbitori de rusă (2,5%).